# António Mendes Bello
Pour les articles homonymes, voir Mendes et Bello (homonymie).
António Mendes Bello (né le 18 juin 1842 à Gouveia au Portugal, et mort le 5 août 1929 à Lisbonne), est un cardinal portugais de l'Église catholique du début du XXe siècle, créé par le pape Pie X.

## Biographie
Mendes Bello est professeur de théologie au séminaire de Pinhel et Guarda. Prêtre, il officie dans le diocèse d'Espinheiro, le diocèse d'Elvas et le diocèse d'Évora. Il est vicaire général du diocèse de Pinhel (1874-1881) et du diocèse d'Aveiro (en 1881) et vicaire général de Lisbonne en 1881-1884.
Mendes Bello est élu archevêque titulaire de Mytilène (de) et nommé suffragant de Lisbonne en 1884. Il est transféré au diocèse de Faro en 1884 et promu patriarche de Lisbonne en 1907.
Le pape Pie X le crée cardinal in pectore lors du consistoire du 27 novembre 1911. En 1911-1913 il est renvoyé de Lisbonne pour infraction des lois de séparation de l'Église et l'État et réside alors à Gouveia. Sa création est publiée en mai 1914. Mendes Bello participe au conclave de 1914, lors duquel Benoît XV est élu pape et à celui de 1922 (élection de Pie XI).

## Succession apostolique
António Mendes Bello a ordonné les évêques suivants :
- Archevêque Manuel Mendes da Conceição Santos (pt) (1916)
- Évêque Marcellino António Maria Franco (1920)
- Évêque Manuel Domingos Maria Rosa Fructuoso, O.P. (1920)
- Évêque Joaquim Rafael Maria da Assunção Pitinho (pt), O.F.M. (1921)